# サンディ・ロヴリッチ
サンディ・ロヴリッチ（クロアチア語: Sandi Lovrič、1998年3月28日 - ）は、オーストリア・リエンツ出身のサッカー選手。ウディネーゼ・カルチョ所属。ポジションはMF。スロベニア代表。

## クラブ歴
地元のSVラピード・リエンツから2012年にSKシュトゥルム・グラーツに移籍。2014年8月17日に行われた試合でマルコ・スタンコヴィッチに代わって途中出場し選手初出場を記録した。2018年5月9日に行われたオーストリア・カップ決勝では得点を記録し、1-0での優勝の立役者となった。
2019年7月3日、シュトゥルム・グラーツとの契約更新を拒否し契約切れで、FCルガーノに加入した。
2022年3月28日、ウディネーゼ・カルチョと5年契約を結んだ。

## 代表歴
アンダー代表では一貫してオーストリア代表を選び、U-16からU-21までのチームで合計50試合以上に出場した。
2020年9月にA代表はスロベニアを選択した。同年10月7日に行われたサンマリノ代表との試合でスターティングメンバーとして出場しA代表初出場、59分にベンヤミン・ヴェルビッチと交代した。同月14日のUEFAネーションズリーグ2020-21のモルドバ代表戦で代表初得点を記録した。
UEFA EURO 2024に選出

## 私生活
両親はともにクロアチア人であるが、仕事のためにピランに移住していた。後にオーストリアに渡り、彼が生まれた 。ドイツ語のみならず、クロアチア語も流暢に話す事が出来る。また、幼少の頃から夏休みをスロベニアで過ごしており、この経験もあってスロベニア代表を選んだ。
兄のデン・ロヴリッチ、スヴェン・ロヴリッチもサッカー選手。

## タイトル

### クラブ
シュトゥルム・グラーツ
- オーストリア・カップ : 1回 (2017-18)

ルガーノ
- スイス・カップ : 1回 (2021-22)